# Camarilla (cortesans)

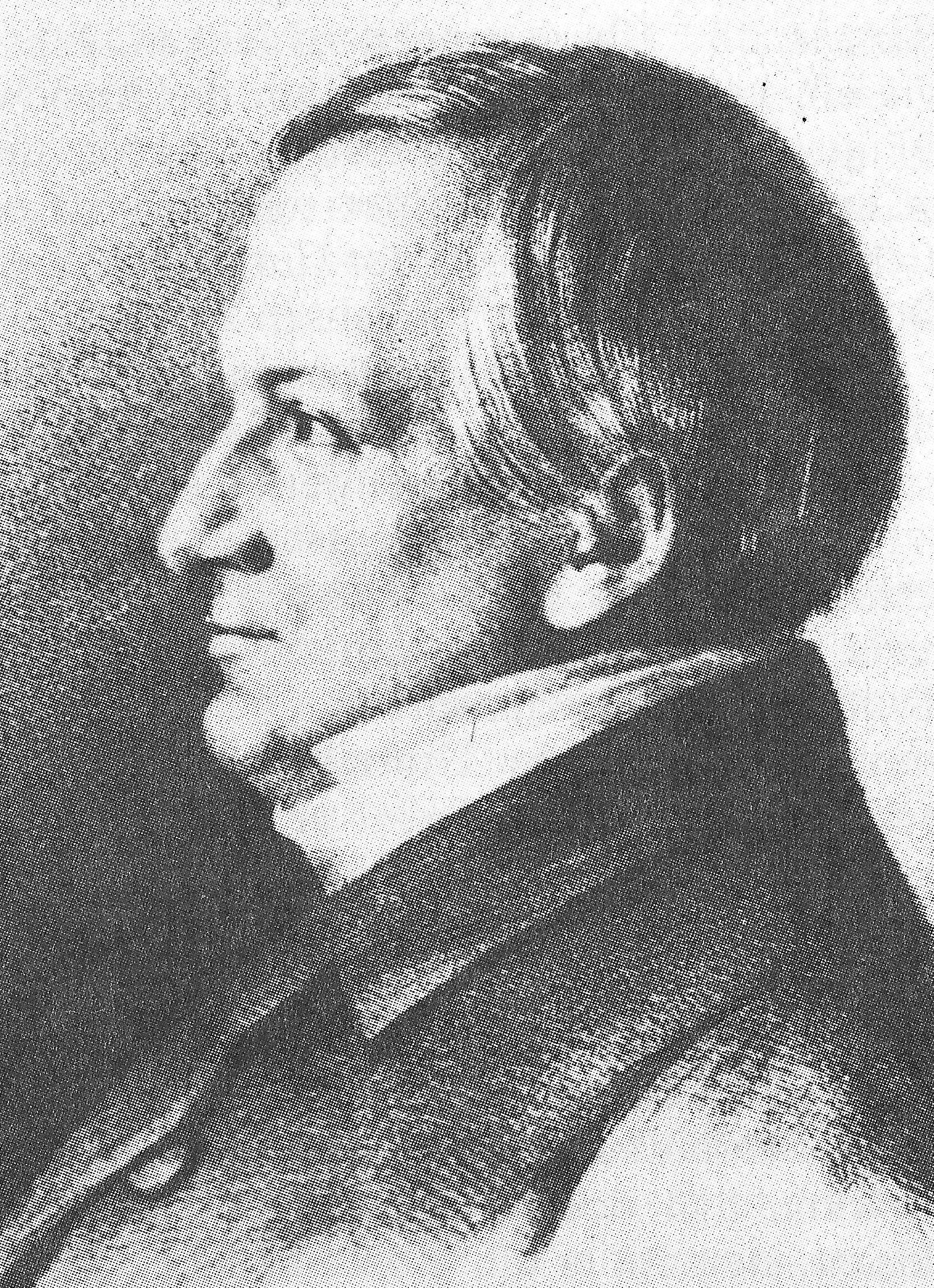
Ernst Ludwig von Gerlach

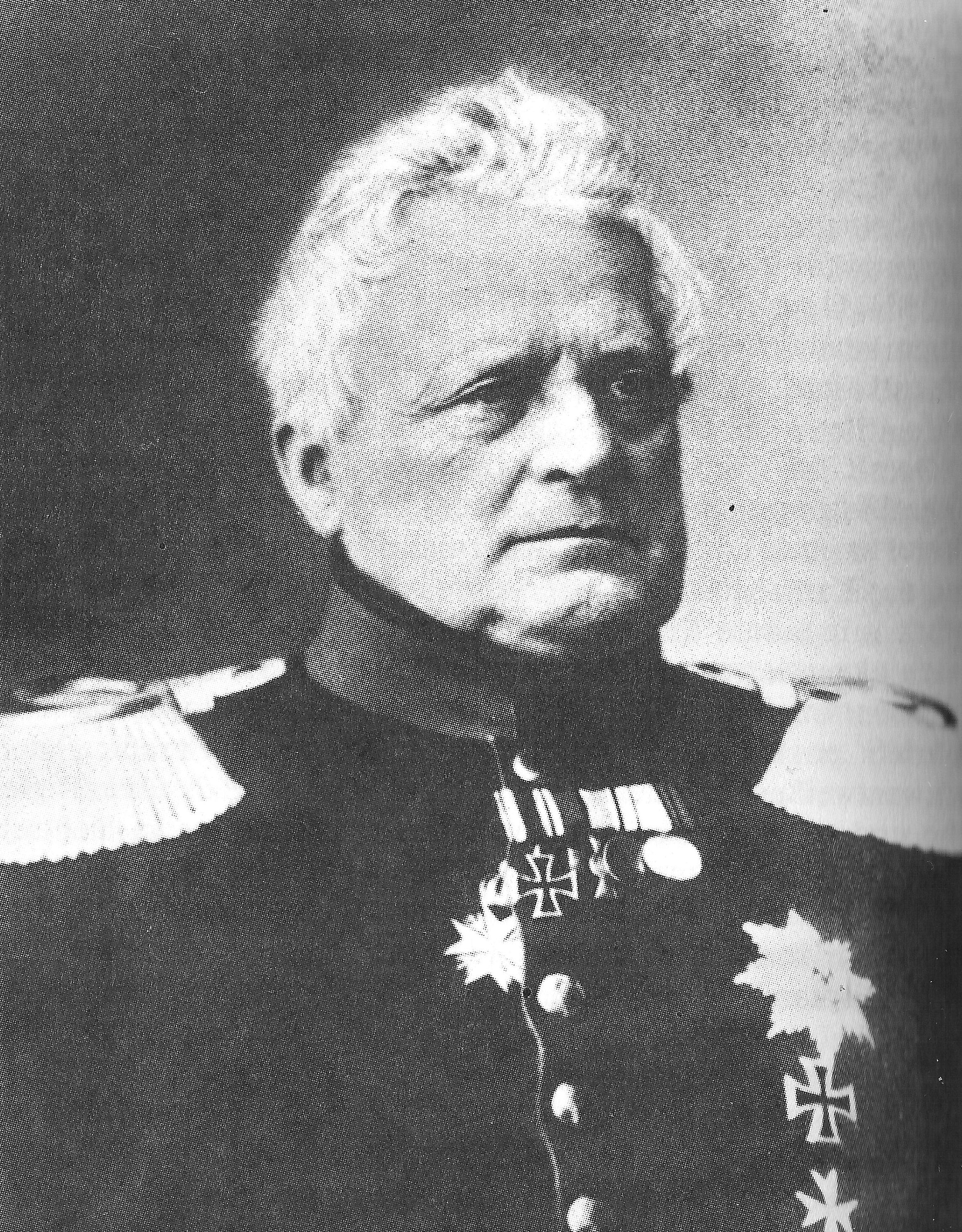
Ludwig Friedrich Leopold von Gerlach

Una camarilla designa, amb una denotació negativa, a un grup de consellers del príncep o monarca. Habitualment, ells no tenen un càrrec ministerial, i tampoc són titulars d'una autoritat o institució oficial, ja que simplement estan propers al sobirà i li aconsellen de manera informal, en l'ànim de servir o com a manifestació d'interès o bé adulació.
El terme deriva del castellà, camarilla, que assenyala una petita cambra o gabinet privat del monarca. Però tot i que el terme té l'origen en castellà, fou en alemany i més tard en altres idiomes que hi va adquirir rellevància, i particularment per assenyalar dos grups específics de consellers que en alguna mesura van canviar la història :
- D'una banda el consell de Guillem II d'Alemanya on van destacar dos germans ultra-conservadors, Ludwig Friedrich Leopold von Gerlach i Ernst Ludwig von Gerlach, qui van tenir un deixeble després famós, Otto von Bismarck, que més tard va trencar vincles amb ells, en impulsar idees progressistes tals com el nacionalisme alemany del segle xix i el liberalisme, ideari que òbviament era molt contrari al pensament dels germans Gerlach.

- D'altra banda el consell de Paul von Hindenburg (segon president de la República de Weimar),[3] del que en van formar part:
  - Oskar von Hindenburg ;
  - Otto Meissner ;
  - Kurt von Schleicher ;
  - Franz von Papen.